# 人間豹
『人間豹』（にんげんひょう）は、江戸川乱歩が発表したスリラー探偵小説。1934年（昭和9年）1月から1935年（昭和10年）5月まで、『講談倶楽部』に掲載された。

## 概要
名探偵明智小五郎が活躍する、いわゆる「明智もの」の一つ。今作の明智はいつものヒーロー然とした活躍はなく、日頃の冷静を失うほど追いつめられる。尾行をまかれるのをはじめ、自宅に侵入を許す、監禁される、挙句には新婚の文代を誘拐されるなど、人間豹の人間離れした身体能力と奸智に翻弄される。
「少年探偵団」シリーズで多用される黒い糸（小穴を空けたブリキ缶にコールタールを入れたもの）と、麻酔薬入り煙草は今作が初登場。

## あらすじ
神谷芳雄の恋人、カフェの女給・弘子が豹のような顔をした異様な男に連れ去られる。この男は驚異的な身体能力と獣のような容貌を持つ「人間豹」と呼ばれる怪人物・恩田。恩田は弘子を拉致し、神谷の目の前で弘子を残虐な方法で殺害する。
1年後、新たに神谷の恋人となったレビューガールの江川蘭子も狙われる。1度目は舞台上からの誘拐を阻止したが、2度目は恩田の計略にはまり、拉致されてしまう。神谷は明智小五郎に捜査を依頼するが、神谷のもとに死体となった蘭子が送られてきた。
事件の解決に乗り出す明智。しかし、恩田の罠にかかって監禁され、妻の文代まで拉致されてしまう。恩田父子はサーカスの見世物として、文代に熊の着ぐるみを着せて虎と戦わせる。監禁から脱出した明智は、間一髪で虎を銃殺し文代を助け出す。恩田父は逃れられないと悟り自殺、人間豹・恩田はサーカスのアドバルーンで空へ逃亡し行方不明となり、事件は未解決のまま終わる。

## 主要登場人物
神谷 芳雄（かみや よしお）主人公の青年。
弘子（ひろこ）カフェ・アフロディテの女給。神谷の恋人。
江川 蘭子（えがわ らんこ）レビュー団の人気女優。神谷の第二の恋人。
人間豹・恩田（にんげんひょう・おんだ）豹のような容貌と身体能力を持つ。およそ人間とかけ離れた半人半獣のような男。
恩田老人（おんだ）恩田の父。豹マニアで、息子を守るために豹を射殺したときは涙を流したり、動物園から豹を盗みだしたりする。
明智 小五郎（あけち こごろう）数々の難事件を解決した名探偵。
明智 文代（あけち ふみよ）明智の妻。吸血鬼の事件後に明智と結婚した。
小林少年（こばやししょうねん）明智の助手。
恒川警部（つねかわ）警視庁捜査一課の警部。

## 収録作品
- 角川ホラー文庫『人間豹』（1994年4月）
- 創元推理文庫『人間豹』（2002年8月）
- 集英社文庫『明智小五郎事件簿8 「人間豹」』（2016年）

## 映像化リスト

### 歌舞伎
- 江戸宵闇妖鉤爪（2008年初演）[1][2][3]
  - 出演
    - 恩田 - 松本幸四郎 (10代目)
    - 明智小五郎 - 松本白鸚 (2代目)

  - 演出 
    - 九代琴松（九代目幸四郎）